# Dialetto milanese
Il dialetto milanese (nome nativo dialett milanés, AFI: [milaˈneːs]) è un dialetto appartenente al ramo occidentale della lingua lombarda, parlato tradizionalmente a Milano. È detto anche meneghino (meneghìn, AFI: [meneˈɡɪ̃ː]), dal nome della maschera milanese Meneghino (o Meneghin).

## Storia
Il milanese è la varietà più importante per tradizione e letteratura del gruppo dialettale occidentale della lingua lombarda. Come tutti i dialetti della lingua lombarda, anche il milanese appartiene al ramo gallo-italico delle lingue romanze occidentali, caratterizzato da un substrato celtico e da un superstrato longobardo.
Un esempio di testo in antico dialetto milanese è questo stralcio de Il falso filosofo (1698), atto III, scena XIV, dove Meneghino, personaggio del teatro milanese divenuto poi maschera della commedia dell'arte, si presenta in tribunale:
(Meneghino si presenta in tribunale in Il falso filosofo (1698), atto III, scena XIV)

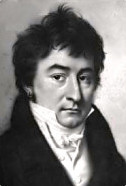
Carlo Porta

Il XVII secolo vide affermarsi anche la figura del drammaturgo Carlo Maria Maggi, che normalizzò la grafia del dialetto milanese e che creò, tra l'altro, la maschera milanese di Meneghino. La letteratura milanese nel XVIII secolo ebbe un forte sviluppo: emersero alcuni nomi di rilievo, come Carl'Antonio Tanzi e Domenico Balestrieri, a cui si associarono una serie di figure minori tra cui possiamo elencare, in area milanese, Giuseppe Bertani, Girolamo Birago e Francesco Girolamo Corio.
È di questo periodo la scomparsa del tempo verbale che in italiano corrisponde al passato remoto, che è caduto in disuso nel tardo Settecento. Al suo posto è usato il perfetto: "un mese fa andai" si dice un mes fa son andaa. Nel corso dei secoli scomparve anche il suono dh, che era invece presente nel dialetto milanese antico. Esso si trova, tra gli altri, nei vocaboli antichi milanesi doradha (it. "dorata"), crudho (it. "persona brusca"), mudha (it. "cambia") e ornadha (it. "ornata").

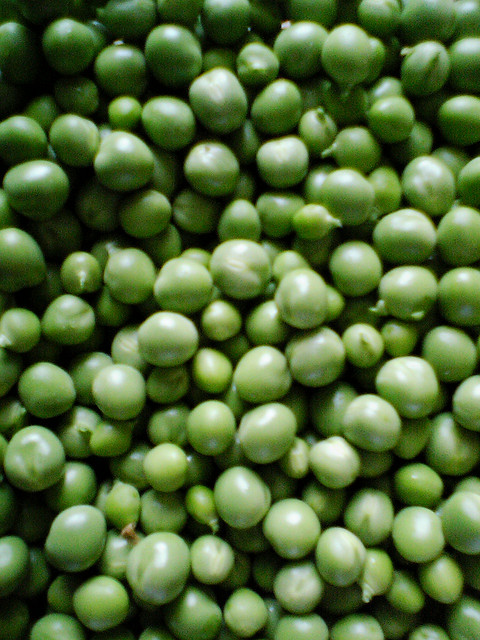
Un piatto di piselli. Lo storico termine in dialetto milanese per definire i piselli (erbiùn) è stato sostituito dal vocabolo italianizzato pisèi

La produzione poetica milanese assunse dimensioni così importanti che nel 1815 lo studioso Francesco Cherubini diede alle stampe un'antologia della letteratura lombarda in quattro volumi, che comprendeva testi scritti dal XVII secolo ai suoi giorni. L'inizio del XIX secolo fu dominato dalla figura di Carlo Porta, riconosciuto da molti come il più importante autore della letteratura milanese, anche inserito tra i più grandi poeti della letteratura nazionale italiana. Con lui si raggiunsero alcune delle più alte vette dell'espressività in lingua milanese, che emersero chiaramente in opere come La Ninetta del Verzee, Desgrazzi de Giovannin Bongee, La guerra di pret e Lament del Marchionn de gamb avert.
A partire dal XIX secolo la lingua lombarda, e con essa il dialetto milanese, ha iniziato a subire un processo di italianizzazione, ovvero un mutamento che ha portato gradualmente il suo lessico, la sua fonologia, la sua morfologia e la sua sintassi ad avvicinarsi a quelle della lingua italiana. Dopo l'unità d'Italia (1861) la lingua italiana iniziò a diffondersi anche tra la popolazione affiancandosi, come idioma parlato, alla preesistente dialetto milanese generando un cosiddetto "contatto linguistico". Non fu un caso che il processo tra le due lingue portò all'italianizzazione del dialetto milanese e non al suo opposto: in sociolinguistica è infatti sempre l'idioma "gerarchicamente" più debole che si conforma a quello dominante. Esempi di italianizzazione del dialetto milanese, che si riscontrarono per la prima volta in due vocabolari di questo idioma editi, rispettivamente, nel 1839 e nel 1897, sono il passaggio da becchée a macelâr per esprimere il concetto di "macellaio", da bonaman a mancia per "mancia", da tegnöra a pipistrèl per "pipistrello" e da erbiùn a pisèi per "piselli".
La lingua lombarda, e con essa il dialetto milanese, potrebbe essere ritenuta una lingua regionale e minoritaria ai sensi della Carta europea delle lingue regionali o minoritarie, che all'art. 1 afferma che per "lingue regionali o minoritarie si intendono le lingue... che non sono dialetti della lingua ufficiale dello Stato" Nello specifico, la Carta europea per le lingua regionali minoritarie è stata approvata il 25 giugno 1992 ed è entrata in vigore il 1º marzo 1998. L'Italia ha firmato tale carta il 27 giugno 2000 ma non l'ha ancora ratificata. Pur avendo dunque, secondo alcuni studiosi, le caratteristiche per rientrare tra gli idiomi tutelati dalla Carta europea delle lingue regionali o minoritarie ed essendo censito dall'UNESCO come lingua in pericolo d'estinzione, in quanto parlato da un numero sempre minore di persone, la lingua lombarda, e con essa il milanese, non è ufficialmente riconosciuta come lingua regionale o minoritaria dalla legislazione statale italiana.

## Pronuncia

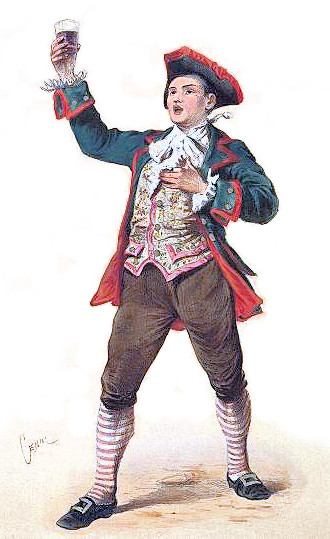
Meneghino, personaggio del teatro milanese, divenuto poi maschera della commedia dell'arte

La pronuncia delle vocali e delle consonanti in dialetto milanese è la seguente:
Vocali
- a si pronuncia come in italiano (es: cann, it. "canna");
- à si pronuncia nasale (es: Milàn, it. "Milano");
- aa si pronuncia prolungata (es: compraa, it. "comprare");
- è si pronuncia come in italiano (es: cavèi, it. "capelli");
- e si pronuncia chiusa (es: ben, it. "bene");
- i se è seguita da vocali, ha una pronuncia tronca (es: voeuia, it. "voglia"), mentre se è seguita dalle consonanti, d, l, n ed r, va pronunciata allungata e accentata (es: barbis, it. "baffi");
- ô si pronuncia come la u italiana tonica (es: tôsa, it. "ragazza");
- o si pronuncia come la u italiana atona (es: tosànn, it. "ragazze");
- u si pronuncia come la "u" francese e la ü tedesca (es: mur, it. "muro");
- oeu si pronuncia come la "eu" francese e la ö tedesca (es: fioeu, it. "figlio").

Consonanti
- b in fine di parola e dopo una vocale si pronuncia "p" (es: goeubb, it. "gobbo");
- c in fine di parola si pronuncia come la "c dolce" (es: secc, it. "secco");
- g in fine di parola e dopo una vocale si pronuncia come la "c dolce" (es: magg, it. "maggio");
- s'c si pronuncia "s" aspra seguita dalla "c" dolce (es: s'ciena, it. "schiena");
- s'g si pronuncia come "sg" di sgelare (es: s'giaff, it. "schiaffo");
- v in fine di parola e dopo una vocale si pronuncia "f" (es: noeuv, it. "nuovo"), mentre in mezzo alla parola si elide (es: scova, it. "scopa").

## Fonologia e fonetica
| Lingue romanze Francoprovenzale (FP) Occitano (PR) Piemontese (PI) Ligure (LI) Lombardo (LO) Emiliano (EM) Romagnolo (RO) Gallico marchigiano (GM) Gallo-italico di Basilicata (GB) Gallo-italico di Sicilia (GS) Veneto (VE) Catalano (CA) Dialetto toscano (TO) Dialetti italiani mediani (Clt) Dialetti italiani meridionali (Slt) Sassarese e Gallurese (CO) Sardo (SA) Ladino (LA) Friulano (FU) Siciliano (SI) | Lingue germaniche Sudtirolese (ST) Bavarese centrale (CB) Cimbro (CI) Mòcheno (MO) Walser (WA) Lingue slave Sloveno (SL) Serbo-croato (SC) Altre lingue Albanese (AL) Greco (GC) |

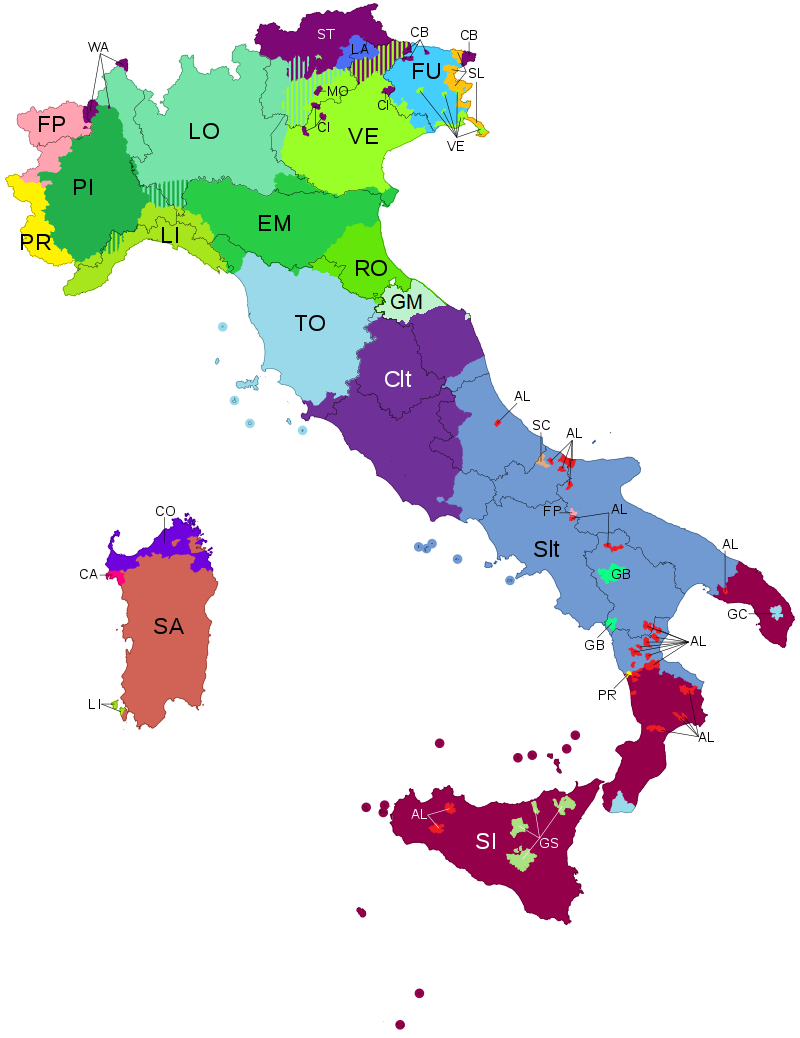
Diffusione delle lingue regionali nell'Italia odierna

Il dialetto milanese possiede molte caratteristiche fonologiche e fonetiche che si riscontrano anche nelle lingue romanze oppure negli idiomi gallo-italici:
- il mantenimento della -ˈa negli infiniti della prima coniugazione (milan. cantà, it. "cantare");
- La degeminazione consonantica (milan. bicér, it. "bicchiere")
- La caduta delle vocali finali esclusa la "a";
- La caduta della "r" finale negli infiniti (milan. andà, it. "andare")
- La lenizione delle consonanti intervocaliche (milan. növ, it. "nuovo")
- La negazione (milan. "minga") posposta al verbo (milan. lü al màngia minga, it. "lui non mangia")
- La lenizione delle consonanti occlusive sorde intervocaliche (es. lat. Fatigam > milan. fadiga, it "fatica"; lat. Monetam > milan. muneda, it. "moneta")[24];

Oltre a queste caratteristiche comuni con le altre lingue gallo italiche, il dialetto milanese possiede delle caratteristiche fonologiche e fonetiche peculiari:
- La perdita delle vocali finali latine eccetto la "a", risultata dal procedimento di sincope, che è presente anche nella lingua francese[25]: (es. lat. Mundum > milan. mond, it. "mondo").
- L'evoluzione della "ū" latina in ü (lat. Plus > milan. püse, it. "più")[18];
- L'evoluzione della "ŏ" latina in ö (lat. Oculus > milan. öc, it. "occhio")[18].
- La presenza della desinenza -i oppure -e nella prima persona del presente indicativo (milan. mi pödi, it. "io posso")[18].

## Lessico
Il lessico del dialetto milanese si basa principalmente sul latino, in particolar modo sul latino volgare utilizzato dai Galli cisalpini, che era caratterizzato da un vocabolario limitato e semplice. In seguito la lingua parlata dagli antichi milanesi subì una latinizzazione, che portò alla scomparsa di quasi tutti i lemmi celtici. Al XXI secolo sono molto pochi i lemmi del dialetto milanese di origine dalla lingua celtica, fermo restando la traccia che questo idioma ha lasciato sulla fonetica, su tutti i fonemi "ö" e "ü", tipici del dialetto milanese e assenti in italiano. L'idioma celtico, da un punto di vista linguistico, ha formato il substrato del dialetto milanese. Secondo alcune fonti, lemmi derivanti dal celtico sarebbero, ad esempio, ciappà (da hapà; it. "prendere"), forèst (da fforest; it. "selvatico", "selvaggio", "chi viene da fuori"), bugnón (da bunia; it. "rigonfiamento", "foruncolo", "bubbone"), arént da (da renta; it. "vicino", "prossimo"), garón (da calon; it. "coscia") e bricch (da brik; it. "dirupo").

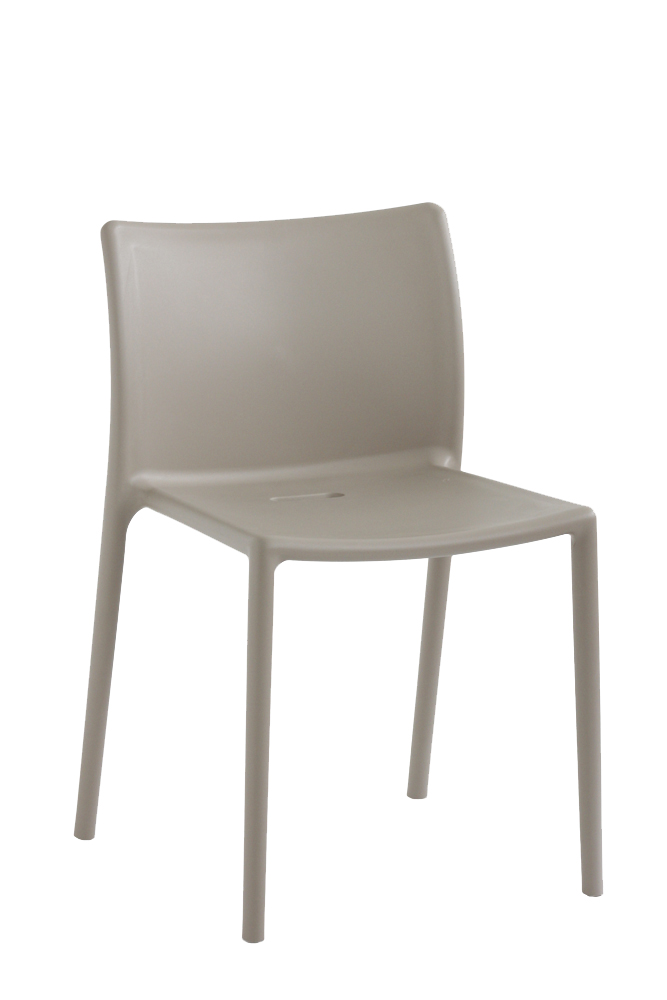
Una sedia, in dialetto milanese cadrega, che deriva dal greco antico càthedra

Dato che il latino volgare era ricco di lemmi derivanti dal greco antico, il dialetto milanese possiede molte parole che derivano da quest'ultimo idioma come, ad esempio, cadréga (dal greco κάθεδρα, da leggere "càthedra"; it. "sedia"). Sono invece un numero nettamente superiore i lemmi che derivano dalla lingua latina. Alcuni vocaboli milanesi di derivazione latina che non hanno il corrispettivo nella lingua italiana, dove infatti hanno un'altra etimologia, sono tósa (da tonsam; it. "ragazza"), michètta (da micam; è un tipico pane milanese), quadrèll  (da quadrellum; it. "mattone"), incœu (da hinc hodie; it. "oggi"), pèrsich (da persicum; it. "pesca"), erborín  (da herbulam; it. "prezzemolo"), erbión  (da herbilium; it. "pisello"), pàlta (da paltam; it. "fango"), morigioeù  (da muriculum; it. "topolino"), sidèll (da sitellum; it. "secchio"), gibóll (da gibbum; it. "ammaccatura"), prestinee (da pristinum; it. "panettiere").
Con la caduta dell'Impero romano d'Occidente e l'arrivo dei barbari, il dialetto milanese si è arricchito di lemmi derivanti dalla lingua gotica e dalla lingua longobarda. Molte parole derivanti da questi due idiomi sono giunte sino al XXI secolo come, ad esempio, per quanto riguarda il longobardo, bicér (da bikar; it. "bicchiere"), scossà (da skauz; it. "grembiule"), busècca (da butze; it. "trippa") o stràcch (da strak; it. "stanco"), mentre, per quanto riguarda il gotico, biòtt (da blauths; it. "nudo"). In particolare, il longobardo ha formato il superstrato del dialetto milanese, visto che questa popolazione non impose la propria lingua; la lingua longobarda lasciò quindi tracce senza germanizzare il milanese, che rimase pertanto un idioma romanzo.
Diversi sono poi i vocaboli provenienti dalla lingua occitana come molà (da amoular; it. "arrotare"), setàss (da sassetar; it. "sedersi"), boffà  (da bouffar; it. "soffiare", "ansimare"), quattà (da descatar; it. "coprire"), domà (da mà; it. "solamente", "solo"). Come conseguenza del dominio spagnolo sul Ducato di Milano il dialetto milanese si è arricchito di nuovi lemmi derivanti dalla lingua spagnola come scarligà (da escarligar; it. "inciampare"), locch (da loco; it. "teppista", "stupido"), stremìzzi (da estremezo; it. "spavento", "paura"), pòss (da posado; it. "raffermo"), rognà (da rosnar; it. "brontolare"), tomàtes (da tomate; it. "pomodoro"), tarlùcch (da tarugo; it. "pezzo di legno", "duro di comprendonio"), mondeghili (dal catalano mondonguilha; è il nome delle "polpette alla milanese") e smorzà (dal basco smorzar; it. "spegnere").
Dal XVIII secolo al XIX secolo, complici prima l'illuminismo e poi le invasioni napoleoniche, il dialetto milanese si arricchì di lemmi derivanti dalla lingua francese come, ad esempio, buscion (da bouchon; it. "turacciolo"), rebellott (da rebellion; it. "confusione"), clèr (da éclair; it. "saracinesca"), assee (da assez; it. "abbastanza", "a sufficienza"), paltò (da paletot; it. "cappotto") e fránch (da francs; it. "soldi"). La dominazione austriaca lasciò invece vocaboli derivanti dalla lingua tedesca come móchela (it. "smettila"), baùscia (da bauschen; it. "gonfiarsi", "sbruffone") e ghèll (da geld; it. "centesimo di una moneta").

## Ortografia

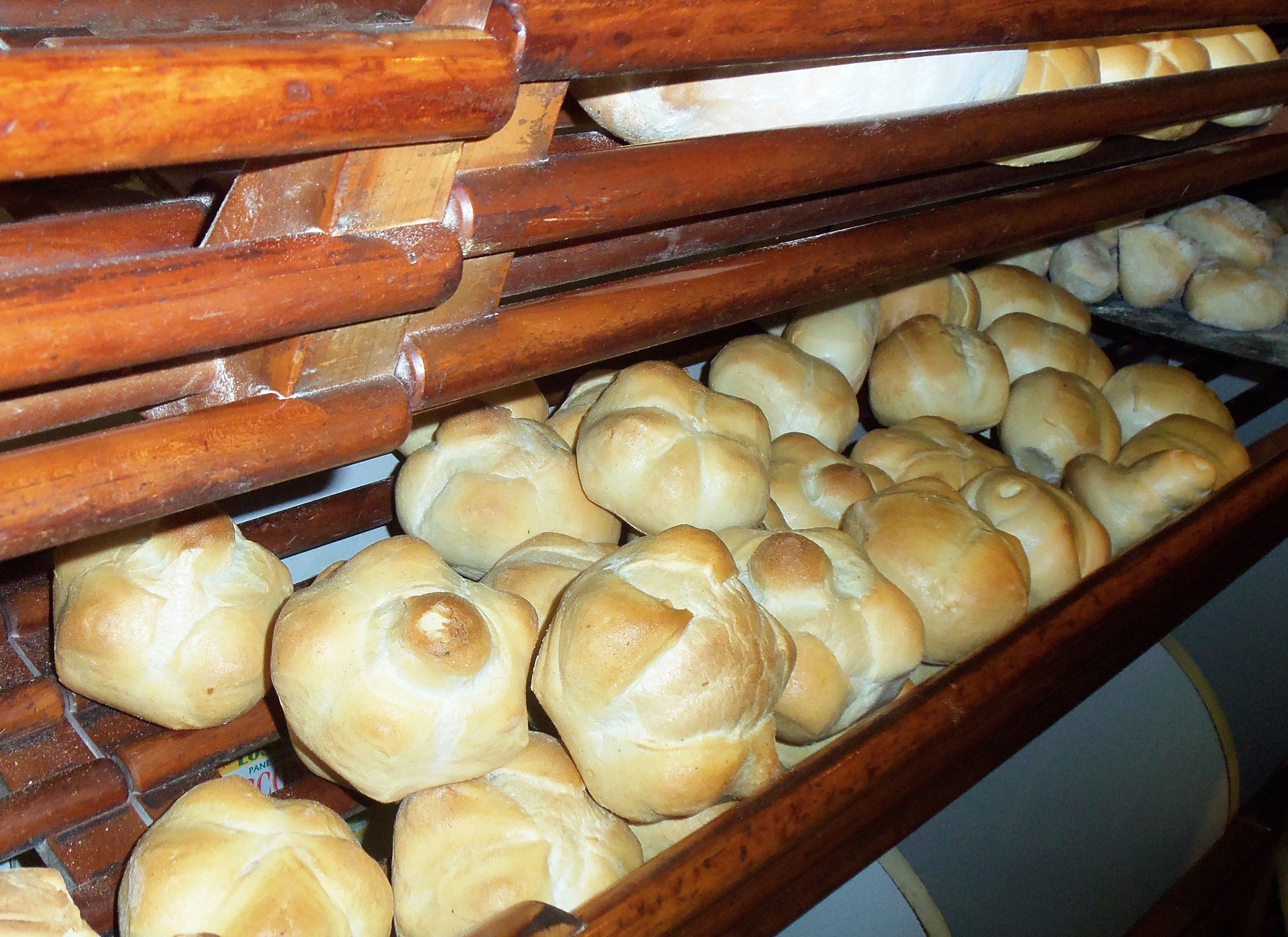
Le michette (milan. michèti), tipico pane milanese, sugli scaffali di un panificio (milan. prestinee). Entrambi i vocaboli in milanese derivano dal latino

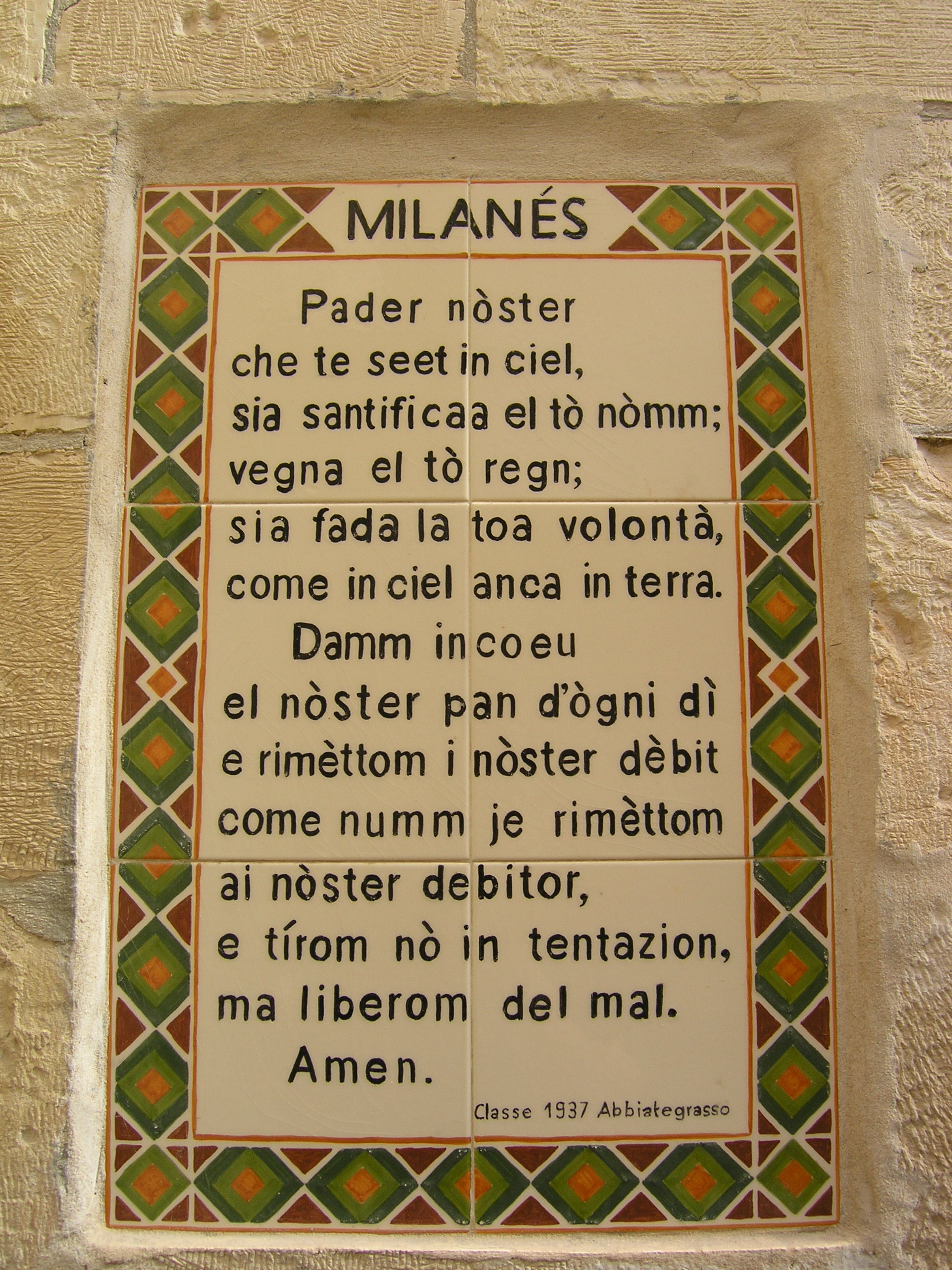
La preghiera del Padre nostro in dialetto milanese, che si trova presso la chiesa del Pater Noster, a Gerusalemme

A causa della mancanza dei parametri che fissano propriamente una lingua, si sono sviluppate varie differenti convenzioni ortografiche. Il sistema di scrittura con più prestigio e tradizione storica è il milanese classico, nato nel XVII secolo grazie a Carlo Maria Maggi, codificato nell'Ottocento grazie tra gli altri a Francesco Cherubini e utilizzato fino alla prima metà del XX secolo: basato sul sistema di scrittura della lingua toscana, e quindi anche dell'italiano, possiede elementi specifici per rendere graficamente i fonemi peculiari del dialetto milanese come, ad esempio, il gruppo "oeu" per scrivere la vocale anteriore semichiusa arrotondata [ø] (milan. coeur, it. "cuore"), che si usa anche nella lingua francese, nonché la u per il suono [y], oppure la ó per la cosiddetta "u toscana" [u].
Il secondo sistema scrittura, denominato milanese moderno, è stato introdotto nel XX secolo da Claudio Beretta, scrittore, storico e linguista nonché presidente del Circolo Filologico Milanese, per sopperire ai limiti del milanese classico, in particolare riguardo alle vocali anteriori chiuse arrotondate [y] e [ø], che sono diventate foneticamente "ü" e "ö", facendo riferimento all'uso nella lingua tedesca.

## La somiglianza col francese
È opinione comune che determinate sonorità del milanese, così come del lombardo e di altre lingue e dialetti del gruppo gallo-italico in generale, abbiano una certa somiglianza col francese. Esso deriva in parte dalla presenza di suoni come "oeu" (ö), "u" (ü); dell'abbondanza di parole tronche, soprattutto nei verbi (staa, andaa, stracch, ecc.). Alcune parole o frasi brevi di significato sono addirittura identiche: "oeuf", "Noisette" e "assez" significano rispettivamente "uovo" "nocciole" e "abbastanza" in entrambi gli idiomi e "ça te dit" (cosa ne dici?) rappresenta un tipico esempio di frase affine.
Queste notevoli somiglianze non sono originate da una influenza diretta del francese, ma vanno fatte risalire ad una fase di evoluzione comune tra le lingue della attuale Francia e di quelle dell'area padana durante il Medioevo. I veri francesismi si limitano per lo più a prestiti (es. ascensœur in milanese è mutuato dal francese ascenseur, ascensore; l'utilizzo di giambon per prosciutto, ecc.).
| Latino   | Francese | Milanese       | Italiano |
| -------- | -------- | -------------- | -------- |
| cor      | cœur     | coeur          | cuore    |
| -        | siège    | sèggia/cadrega | sedia    |
| -        | plafond  | plafon         | soffitto |
| habere   | avoir    | avè(gh)        | avere    |
| videre   | voir     | vedè           | vedere   |
| bibere   | boire    | bev            | bere     |
| pater    | père     | pader          | padre    |
| focus    | feu      | foeugh         | fuoco    |
| filius   | fils     | fioeu          | figlio   |
| esse     | être     | vess           | essere   |
| nasci    | naître   | nass           | nascere  |
| manus    | main     | man            | mano     |
| clavis   | cléf     | ciav           | chiave   |
| liber    | livre    | liber          | libro    |
| augellus | oiseau   | usèll          | uccello  |
| credere  | croire   | cred           | credere  |
| vox      | voix     | vos            | voce     |
| crux     | croix    | cros           | croce    |
| frigidus | froid    | frègg          | freddo   |
| laxare   | laisser  | lassà          | lasciare |
| canis    | chien    | can            | cane     |
| basiare  | baiser   | basà           | baciare  |
| deus     | dieu     | dio            | dio      |
| cum      | avec     | con(t)         | con      |
| alter    | autre    | alter          | altro    |
| insula   | île      | isola          | isola    |
| vitrum   | verre    | veder          | vetro    |
| flumen   | fleuve   | fiumm          | fiume    |
| vetulus  | vieux    | vègg           | vecchio  |
| vulpes   | goupil   | volp / golpa   | volpe    |
| facere   | faire    | fà             | fare     |
| lactis   | lait     | latt           | latte    |

### Dizionari
- F. Angiolini, Vocabolario milanese italiano coi segni per la pronuncia, preceduto da una breve grammatica del dialetto e seguito dal repertorio italiano milanese, Paravia, 1897.
- A.M. Antonini, Vocabolario italiano-milanese, Milano, Meravigli, 1983.
- C. Arrighi, Dizionario milanese-italiano, col repertorio italiano-milanese: premiato nel concorso governativo del 1890-93, Milano, 1896, ISBN 978-88-203-0964-0.
- N. Bazzetta de Vemenia, Dizionario del gergo milanese e lombardo, Milano, 1940, SBN MIL0005446.
- F. Cherubini, Vocabolario milanese-italiano, Milano, Stamperia Reale, 1814. I. A-O e II. P-Z.
- F. Cherubini, Vocabolario milanese-italiano, Milano, 1839-1856. I. A-C, II. D-L, III. M-Q, IV. R-Z e V. Aggiunta.
- Dizionario milanese : milanese-italiano italiano-milanese, a cura del Circolo filologico milanese, Milano, Vallardi, 2019.

### Grammatiche
- Grammatica milanese - Nicoli Franco - Bramante Editore, 1983.
- Grammatica del dialetto milanese - C.Beretta - Libreria milanese, 1998.

### Antologie e Varie
- Letteratura dialettale milanese. Itinerario antologico-critico dalle origini ai nostri giorni - Claudio Beretta - Hoepli, 2003.
- I quatter Vangeli de Mattee, March, Luca E Gioann - NED Editori, 2002.